# Château-Landon
Château-Landon là một xã trong vùng hành chính Île-de-France, thuộc tỉnh Seine-et-Marne, quận Fontainebleau, tổng Château-Landon. Tọa độ địa lý của xã là 48° 09' vĩ độ bắc, 02° 41' kinh độ đông. Château-Landon nằm trên độ cao trung bình là 97 mét trên mực nước biển, có điểm thấp nhất là 69 mét và điểm cao nhất là 108 mét. Xã có diện tích 29,35 km², dân số vào thời điểm 1999 là 3363 người; mật độ dân số là 115 người/km².

## Các thành phố kết nghĩa
- Hirschhorn, Đức

## Địa điểm tham quan
- Nhà thờ Notre Dame de l'Assomption

## Dân số
Người dân ở đây được gọi là Chatellandonnais or Castellandonnais.
Điều tra dân số năm 1999, there were 3,363 people residing in the town.